# Mimipodoryctes korotyaevi
Mimipodoryctes korotyaevi är en stekelart som först beskrevs av Sergey A. Belokobylskij 1996.  Mimipodoryctes korotyaevi ingår i släktet Mimipodoryctes och familjen bracksteklar. Inga underarter finns listade i Catalogue of Life.